# Kolonisering av Merkurius

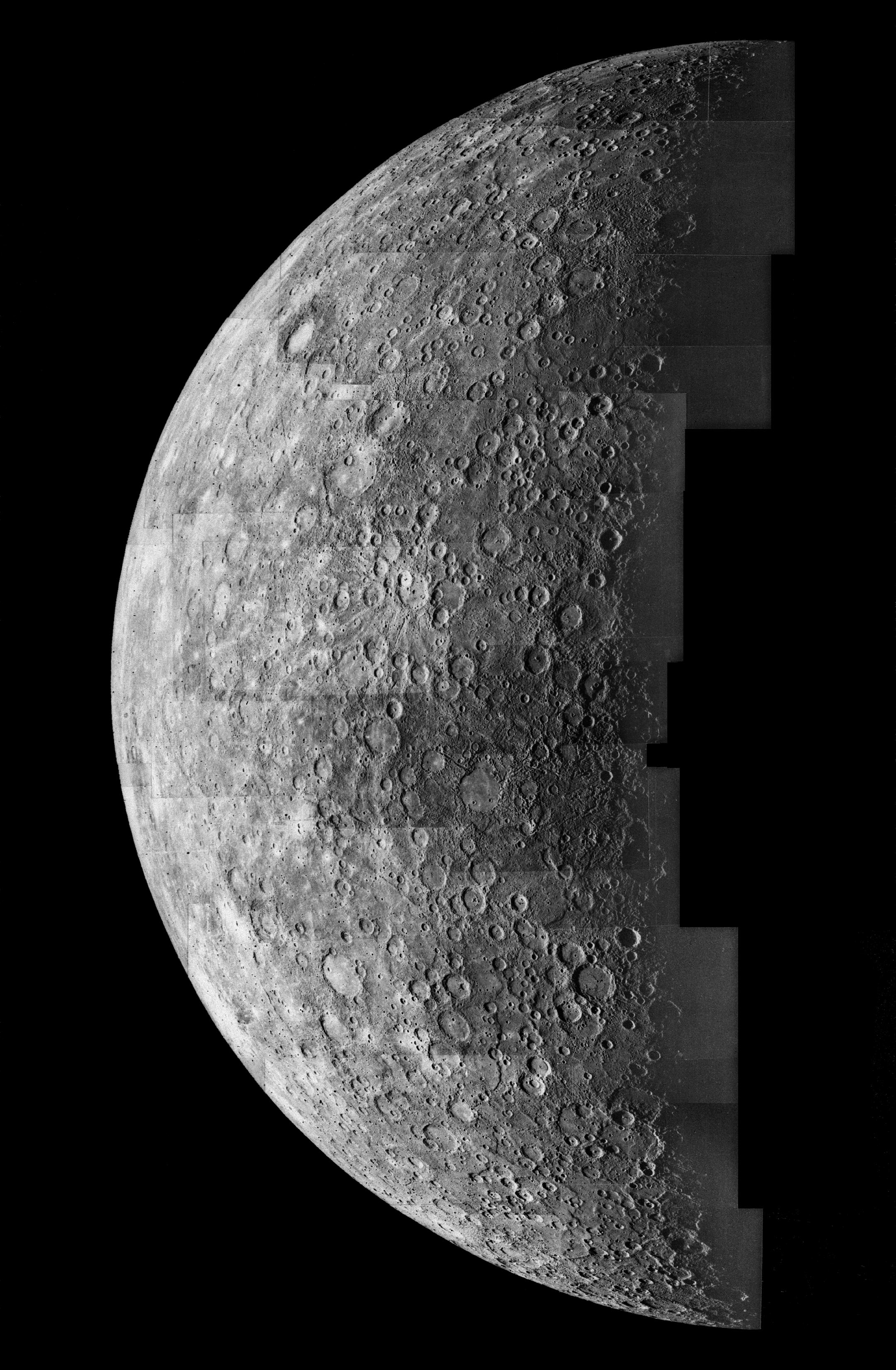
Merkurius

Man har föreslagit Merkurius som ett möjligt mål för mänsklig kolonisation i det inre solsystemet, tillsammans med Mars, Venus och månen och asteroidbältet. Permanenta baser är tänkta att förläggas vid polregionerna, eftersom dagstemperaturen är så pass extrem vid andra platser, men utfärder till andra platser på Merkurius skulle dock tänkas vara möjliga. I synnerhet till terminatorn som rör sig mycket sakta, vilket skulle ge polarklimat under den långa natten.

## Fördelar

### Likheten till månen
Likt jordens måne, har Merkurius ingen betydande atmosfär. Den är nära solen och roterar sakta runt sin axel, som i stort sett inte lutar alls. Merkurius likhet till månen skulle möjliggöra att samma utrustning användes. Bruce Murray citerade Merkurius som "En mini-jord i månens kläder" (översatt).

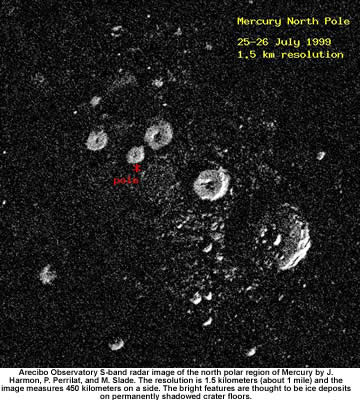
Merkurius nordpol

### Is i polkratrarna
Eftersom Merkurius är den planet som ligger närmast solen, kan temperaturen på ytan nå upp till 700 K (437 °C, 800 °F), tillräckligt varmt för att smälta bly. Temperaturerna vid polerna är emellertid mycket kallare och här finns också is. I polområdena märks inte de extrema temperaturändringarna mellan dag och natt som resten av Merkurius yta är utsatt för.

### Solenergi
Tack vare sin närhet till solen har Merkurius väldigt stora mängder solenergi tillgänglig. År 1986 föreslog C.R. Pellegrino och J.R. Powell att man skulle täcka Merkurius med solceller, och göra om den energin till bränsle för resor i solsystemet. Man har föreslagit att hämta isobjekt längre ut i solsystemet, asteroidbältet eller Kuiperbältet och placera dem i högre banor runt Merkurius. Den starka solvinden skulle frigöra vatten från ytan och separera det i dess beståndsdelar väte och syre. Det tyngre fria syret skulle falla från omloppsbanan ner till Merkurius i större mängder än vätet, och under några miljoner år utan påfyllning skulle det finnas en syrerik atmosfär. Om detta skulle hjälpa kolonisatörerna är ännu inte fastslaget.

### Olika material
Man förutsäger att det kan finns stora mängder helium-3 i Merkurius jord vilket skulle kunna komma att bli en viktig källa för en avfallsfri kärnfusion på jorden och oerhört värdefullt i en framtida ekonomi i solsystemet. Det finns också teorier att Merkurius jordskorpa är rik med järn och magnesiumsilikater, med den högsta koncentrationen av många värdefulla mineraler på någon yta i solsystemet.
Geologen Stephen Gillett har föreslagit att Merkurius skulle vara en perfekt plats för att bygga solsegel vilka man kan skjuta upp från Merkurius yta utan något bränsle, den låga gravitationen hjälper också till och detta skulle göra Merkurius till en idealisk plats för att skaffa fram material för att sända till Venus och till att terraformera Venus.

### Behaglig gravitation
Merkurius är större än månen med en diameter på 4879 km och har högre densitet på grund av sin stora järnkärna. Detta resulterar i att gravitationen på Merkurius är 0,377 g, mer än det dubbla av månen och samma ytgravitation som på Mars. Eftersom man har funnit bevis för att låg gravitation är en hälsorisk för människan, så skulle Merkurius tänkas vara mer attraktiv för en längre vistelse än vår egen måne.

## Nackdelar
Bristen på någon betydande atmosfär, dess närhet till solen samt det långa soldygnet (176 dagar), skulle alla leda till betydelsefulla utmaningar för framtida kolonisatörer. En permanent koloni skulle säkert bli begränsad till polregionerna, men tillfälliga utflykter mot ekvatorn skulle kunna äga rum under den långa natten.